# Internazionali di Tennis Città di Todi 2022
Gli Internazionali di Tennis Città di Todi 2022 sono stati un torneo maschile di tennis professionistico. È stata la 14ª edizione del torneo, facente parte della categoria Challenger 80 nell'ambito dell'ATP Challenger Tour 2022, con un montepremi di 45 730 €. Si è svolto dal 4 al 10 luglio 2022 sui campi in terra rossa del Tennis Club Todi 1971 di Todi, in Italia.

## Partecipanti

### Teste di serie
| Nazionalità | Giocatore                     | Ranking* | Testa di serie |
| ----------- | ----------------------------- | -------- | -------------- |
| Argentina   | Pedro Cachín                  | 120      | 1              |
| Italia      | Flavio Cobolli                | 145      | 2              |
| Francia     | Alexandre Müller              | 161      | 3              |
| Croazia     | Nino Serdarušić               | 167      | 4              |
| Argentina   | Santiago Fa Rodríguez Taverna | 176      | 5              |
| Slovacchia  | Filip Horanský                | 191      | 6              |
| Argentina   | Thiago Agustín Tirante        | 194      | 7              |
| Kazakistan  | Dmitrij Popko                 | 195      | 8              |

* Ranking al 27 giugno 2022.

### Altri partecipanti
I seguenti giocatori hanno ricevuto una wild card per il tabellone principale:
- Mattia Bellucci
- Matteo Gigante
- Francesco Passaro

Il seguente giocatore è entrato in tabellone come special exempt:
- Juan Bautista Torres

Il seguente giocatore è entrato in tabellone come alternate:
- Jelle Sels

I seguenti giocatori sono passati dalle qualificazioni:
- Billy Harris
- Giovanni Fonio
- Rémy Bertola
- Francesco Maestrelli
- Joris De Loore
- Andrey Chepelev

## Campioni

### Singolare
Pedro Cachín ha sconfitto in finale  Nicolás Kicker con il punteggio di 6–4, 6–4.

### Doppio
Guido Andreozzi /  Guillermo Durán hanno sconfitto in finale  Romain Arneodo /  Jonathan Eysseric con il punteggio di 6–1, 2–6, [10–6].